# Bylina
Eine Bylina oder Byline (russisch былина) bezeichnet ein mittelalterliches russisches Heldenlied, Volkslied oder eine Volkserzählung mit mythologischen Elementen (Epos). Die Lieder haben stets einen historischen Hintergrund.
Der Begriff wurde von dem Ethnographen Iwan Sacharow in den 1840er-Jahren geprägt. Die ersten Bylinen entstanden vermutlich im 11. Jahrhundert. Sie wurden von wandernden Sängern vorgetragen, jahrhundertelang mündlich tradiert und im erst 18. und 19. Jahrhundert aufgezeichnet. Zu den wichtigsten Bylinen zählen Sadko, Ilja Muromez, Fürst Roman, Chan Otrok und der Drachenwald sowie Die Geschichte vom Leben und Mut des frommen und großen Fürsten Alexander (gemeint ist Alexander Newski). Eine der letzten Bylina-Sängerinnen waren Marija Kriwopolenowa und Agrafena Krjukowa mit ihrer Tochter Marfa Krjukowa. Erforscht und gesammelt wurden Bylinen von Anna Astachowa im Puschkinhaus.